# Davis (Oklahoma)
Pour les articles homonymes, voir Davis.
Davis est une ville américaine située dans les comtés de  Garvin et de Murray dans l'État de l'Oklahoma. En 2010, sa population est de 2 683 habitants.

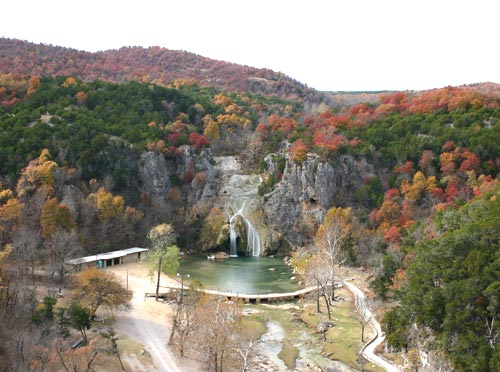
Turner Falls, dans les montagnes Arbuckle près de Davis